# 達里奧市

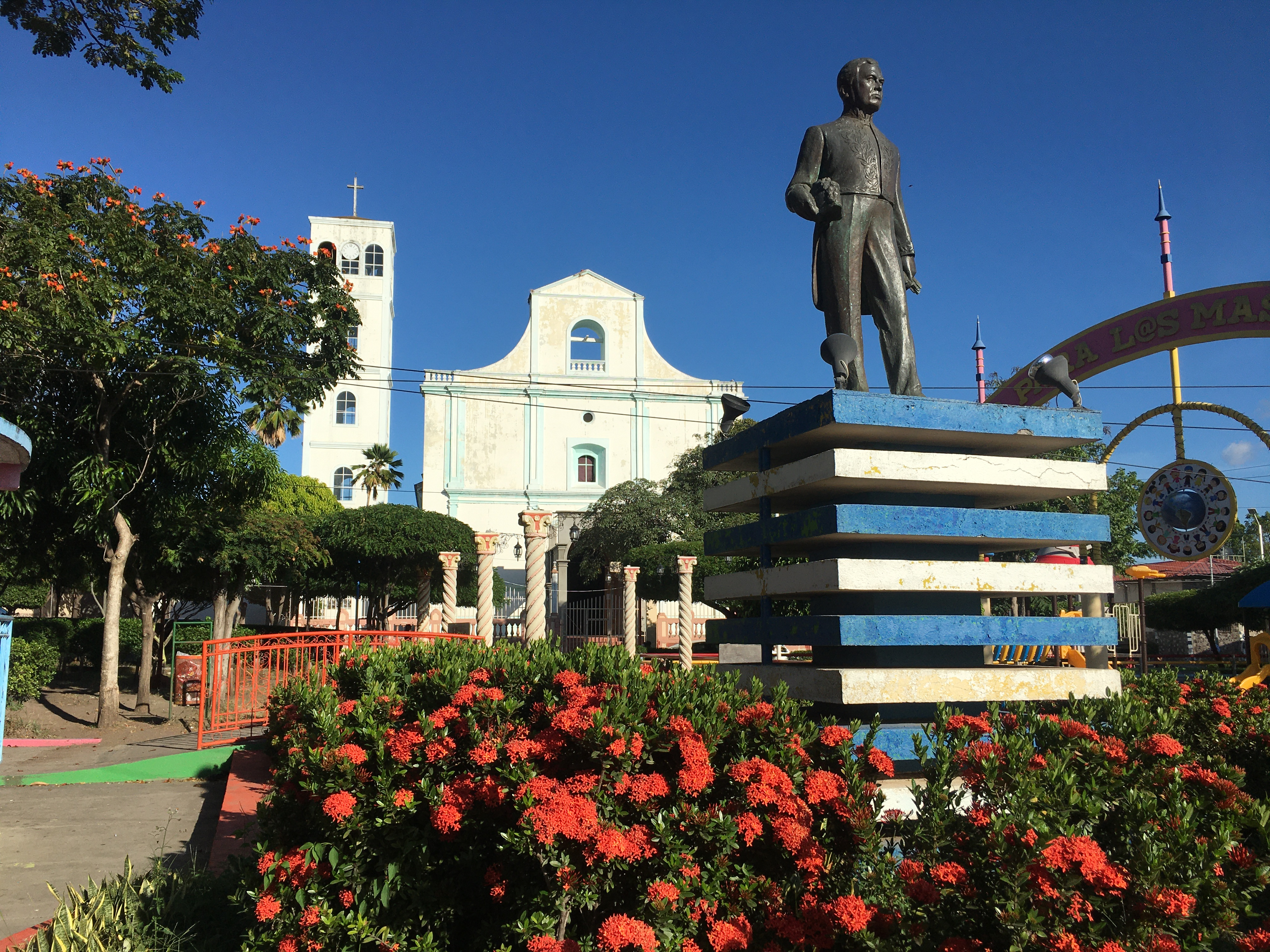
達里奧市

達里奧市（西班牙語：Ciudad Darío），是尼加拉瓜的城鎮，位於該國中部，由馬塔加爾帕省負責管轄，始建於1920年，面積735平方公里，海拔高度456米，2005年人口41,014，人口密度每平方公里55.8人。
12°43′N 86°7′W / 12.717°N 86.117°W